# Stardown
Stardown — российская метал-группа из Санкт-Петербурга, исполняющая грув-метал с элементами альтернативного метала. Коллектив основан Евгением Ардентисом, бывшим вокалистом групп ИЗВНЕ и Katalepsy.

## История
Первый состав Ардентис собрал в 2005 году в Санкт-Петербурге, в который вошли музыканты коллективов Amatory (барабанщик Даниил Светлов и гитарист Александр Павлов) и The Korea (басист Стас Рождественский). В этом же году они вчетвером записали демо, треки из которого позже вошли в их дебютный полноформатный альбом Insi Deus, вышедший в 2006 году. Их дебютный альбом продюсировал Джейкоб Хансен (Дания), который также известен сотрудничеством с Amatory (продюсированием альбомов «Неизбежность» и «Книга Мёртвых»). На песню «Shinjitsu» был снят музыкальный видеоклип и был взят в ротацию телеканала A-One. 22 июня Stardown открывали концерт Deftones в ДКГ в Москве. В июле 2007 года группа сыграла на фестивале Rock Palace Open Air в Санкт-Петербурге вместе с такими коллективами как Grave, Dismember, Swallow the Sun и Master.
В 2011 году выходит их второй полноформатный альбом Venom, также спродюсированный Хансеном. Незадолго до выхода этого альбома Светлов покинул группу. Вместо него ударные для альбома записал барабанщик Рики Эвенсенд, известный по работе с такими группами как Chimaira, Therion, Demonoid и Soilwork. В альбоме отметились также участники других групп — Денис [DENVER] Животовский из Amatory и Вячеслав Соколов из The Wheels of the Sorrow исполнили партии бэк-вокала на треке «Pray For Nothing», на который позже был снят второй видеоклип группы, а Стив Смит из американской группы Nevermore сыграл гитарное соло в песне «Embrace This Beauty».
К началу работы над третьим альбомом Void (2014) Ардентис решает полностью сосредоточиться на вокале. За все гитарные партии отвечал Алекс Павлов, который также записал все партии бас-гитары. Ударные партии для этого альбома записал Кевин Телли, известный по работе с Suffocation и Сhimaira, Dying Fetus., а продюсером стал Ту Мэдсен, который ранее продюсировал альбом Amatory — «Инстинкт обречённых». Лейбл Mazzar Records не смог издать этот альбом на физическом носителе в момент выхода, это получилось сделать лишь в июле 2016 году. Часть планируемых треков на Void не попали, но после вошли в компиляцию Fill the Void 2015 года.
В 2019 году в честь 10-летия синглов «Lies» и «Ангел» выходит компиляция Blood, в который вошли неизданные треки, среди которых сингл «Bleeding Hearts», основа для которого была записана во время записи «Venom», но был доделан лишь в октябре 2019 года.
На данный момент последним релизом является альбом Empathy, вышедший в 2021 году как на цифровых площадках, так и на физических носителях. «Empathy» стал первым альбомом группы, вышедший на виниле и кассетах.

## Дискография

### Студийные альбомы
- 2006 — Insi Deus[2][7]
- 2011 — Venom[5]
- 2014 — Void[6]
- 2021 — Empathy

### Сборники
- 2015 — Fill the Void
- 2019 — Blood

### Синглы
- 2005 — «Can’t Disroot»
- 2009 — «Angel»
- 2009 — «Lies»
- 2011 — «Wake Up»
- 2011 — «Earth Venomous»
- 2013 — «Awaken»[8]
- 2013 — «The Way»[9]
- 2013 — «Propaganda»[10]
- 2014 — «Hidden Lights»[11]
- 2017 — «Together as One»[12]
- 2018 — «Goodbye»[13]
- 2019 — «Blvck»[14]
- 2019 — «Bleeding Hearts»
- 2021 — «Craving»
- 2021 — «Eternal»
- 2021 — «Lilith»

### Видеоклипы
- 2006 — «Shinjitsu» (официальный)
- 2008 — «War For Oil» (неофициальный)
- 2009 — «War For Oil» (концертный)
- 2010 — «Angel» (официальный)
- 2011 — «Pray For Nothing» (официальный)

## Участники

### Текущий состав
- Ардентис — вокал, гитара (2003-наше время)
- Алекс Павлов — гитара (2005—2008, 2011—наше время)

### Бывшие участники
- Даниил Светлов (Stewart) — барабаны (2005—2008)
- Стас Рождественский (Stas) — бас-гитара (2005—2008)
- Артём Иванов (TIM) — барабаны (2009—2011)
- Александр Векленко — гитара[15][16] (2009—2011)
- Андрей Дистеров — бас-гитара (2010—2011)
- Сергей Егоров — ударные (2013—2015, сессионно 2016—2017)
- Павел Пауков — бас-гитара (2014—2016)
- Митрофан Корманов (Mr.Corman) — гитара (2014—2017)

### Сессионные и концертные участники
- Тарас Уманский — гитара (2006)
- Дмитрий Тазенков (D.Frans)— гитара (2006)
- Владимир Кравченко (Kraft) — бас-гитара (2006—2008)
- Николай Юрьев (Nick) — гитара (2008)
- Анатолий Шаблов — барабаны (2008)
- Рики Эвенсэнд — барабаны (2008—2009)
- Никита Симонов — бас-гитара (2009, 2011)
- Кевин Талли — барабаны (2012—2013)
- Сергей Загородников — гитара (2013)
- Сергей Ситников — барабаны (2015)
- Павел Виноградов — бас-гитара (2017)